# Phaonia cauta
Phaonia cauta este o specie de muște din genul Phaonia, familia Muscidae, descrisă de Huckett în anul 1973.
Este endemică în Maine. Conform Catalogue of Life specia Phaonia cauta nu are subspecii cunoscute.